# Acmaeodera deviata
Acmaeodera deviata är en skalbaggsart som beskrevs av Barr 1972. Acmaeodera deviata ingår i släktet Acmaeodera och familjen praktbaggar. Inga underarter finns listade i Catalogue of Life.